# Alien from L.A.
Alien from L.A.(en español, Una Extranjera de Los Ángeles), es una película estadounidense de ciencia ficción estrenada el 26 de febrero de 1988, dirigida por Albert Pyun, director de Cyborg. Fue el primer protagónico para la modelo Kathy Ireland. La película está ligeramente basada en la obra de Julio Verne, Viaje al centro de la Tierra y trata sobre una joven que descubre en el centro de la tierra una civilización subterránea llamada Atlantis. La película se ha convertido en un clásico de culto desde que fue incluida en uno de los episodios de la serie Mystery Science Theater 3000.

## Argumento
Wanda Saknussemm es una chica inadaptada social que usa lentes grandes, tiene una insoportable voz aguda, vive en Los Ángeles y trabaja como mesera en un comedor. Después que su novio termina su relación con ella por ser una aguafiestas, Wanda es informada mediante una carta que su padre, un arqueólogo, se encuentra desaparecido. Ella va a África, y revisando los documentos de su padre, encuentra notas sobre Atlantis, que aparentemente era una nave que chocó hace milenios y se hundió en el centro de la tierra. Mientras ella revisa un cámara debajo del apartamento de su padre comienza a pasar por diferentes lugares hasta caer en un profundo hoyo. 
Cuando despierta, es ayudada por Gus (William R. Moses) y luego empiezan a buscar a su padre quien ella cree está vivo. Poco después ella descubre que tanto ella como su padre son considerados como espías que planean invadir Atlantis. Wanda debe defenderse de toda la gente que quiere entregarla a las autoridades y a su vez encontrar a su padre quien es prisionero del gobierno.

## Reparto
| Actor            | Personaje           |
| ---------------- | ------------------- |
| Kathy Ireland    | Wanda Saknussemm    |
| William R. Moses | Gus                 |
| Richard Haines   | Profesor Saknussemm |
| Don Michael Paul | Robbie              |
| Thom Matthews    | Charmin             |
| Janie Du Plessis | Gen. Rykov / Shank  |
| Deep Roy         | Mambino             |

## Producción
La película fue filmada, en su mayor parte en Johannesburgo, en el estudio de Avi Lerner, además hubo algunas escenas filmadas en Durban, Sudáfrica y en el pueblo de origen alemán Swakopmond, en Namibia. Las locaciones van desde minas hasta campos de oro a las afueras de Johannesburgo. Hubo además un día adicional de filmación en una safari cerca de Pretoria. Algunas escenas adicionales fueron grabadas en la famosa Costa de los Esqueletos.

## Secuela
El film tuvo una secuela que curiosamente lleva el título original de la obra de Verne, Viaje al centro de la tierra y nuevamente aparece Kathy Ireland, sin embargo en esta cinta se narra la historia de un grupo de jóvenes en Hawái que caen en una agujero y van a parar a Atlantis y deben enfrentarse con la aguerrida civilización.
La película fue filmada en 1986, pero estrenada hasta en 1989.

## MST3K
La película fue incluida en el episodio 16, de la quinta temporada, de la famosa serie Mystery Science Theater 3000. El episodio fue transmitido el 20 de noviembre de 1993.